# Harknessia americana
Harknessia americana är en svampart som först beskrevs av Jean François Montagne, och fick sitt nu gällande namn av B. Sutton 1971. Harknessia americana ingår i släktet Harknessia, ordningen Diaporthales, klassen Sordariomycetes, divisionen sporsäcksvampar och riket svampar.   Inga underarter finns listade i Catalogue of Life.